# Дом-музей Ниязи
Дом-музей Ниязи (азерб. Niyazinin ev-muzeyi) —  мемориальный музей, посвящённый азербайджанскому дирижёру, композитору, Народному артисту СССР Ниязи. Музей является филиалом Азербайджанского Государственного Музея Музыкальной Культуры. Расположен в городе Баку, по адресу проспект Бюльбюль, 29.

## История
Ниязи жил в этой квартире с 1958 года до своей смерти. Дом-музей Ниязи был создан по распоряжению Министерства Культуры Азербайджана от 28 декабря 1990 года. Открытие музея состоялось 18 сентября 1994 года.
В доме-музее Ниязи регулярно организуются различные мероприятия, посвященные событиям в музыкальной жизни республики: памятные вечера, конференции и концерты.

## Экспозиция музея
Дом-музей Ниязи включает в себя 5 комнат часть которых носят мемориальный характер. Они сохранены в том виде, в каком были при жизни музыканта. Остальные же комнаты отведены под экспозицию и артистическую гостиную. В комнате отведенной под экспозицию представлены экспонаты, повествующие о жизни и творчестве Ниязи с детских лет до последних дней жизни. Здесь в хронологическом последовательности представлены редкие документы о жизни и деятельности Ниязи, афиши, авторские нотные рукописи.
В гостиной представлены фотографии, отражающие общественную деятельность музыканта, а также выставлены подаренные маэстро и приобретенные музеем произведения изобразительного искусства.
Кабинет Ниязи - центр напряженного творческого труда. Особое внимание привлекает центральная стена, увешанная фотографиями самим Ниязи. На стене представлены фотографии знаменитых деятелей искусств Азербайджана и известных музыкантов мира.
В спальне экспонируются личные вещи, мебель, которые дают возможность получить представление о вкусе хозяина и моде на одежду и интерьер 60-80-х годов в Советском Союзе.
В музее Ниязи имеется:	
- Нотные рукописи Ниязи
- Фотографии
- Книги и ноты из личной библиотеки Ниязи
- Грампластинки
- Рукописи других композиторов

## Галерея

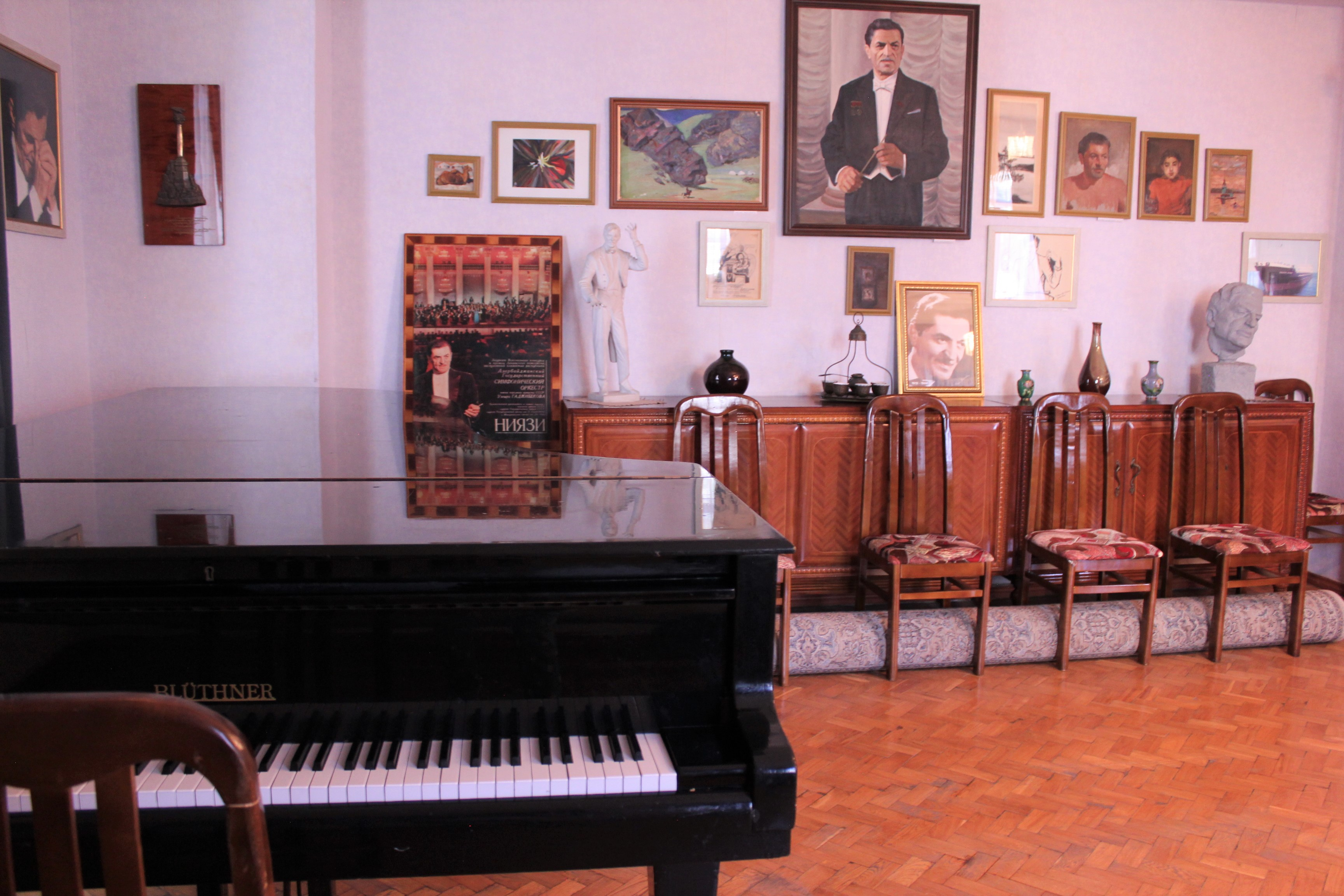
Интерьер гостиной комнаты
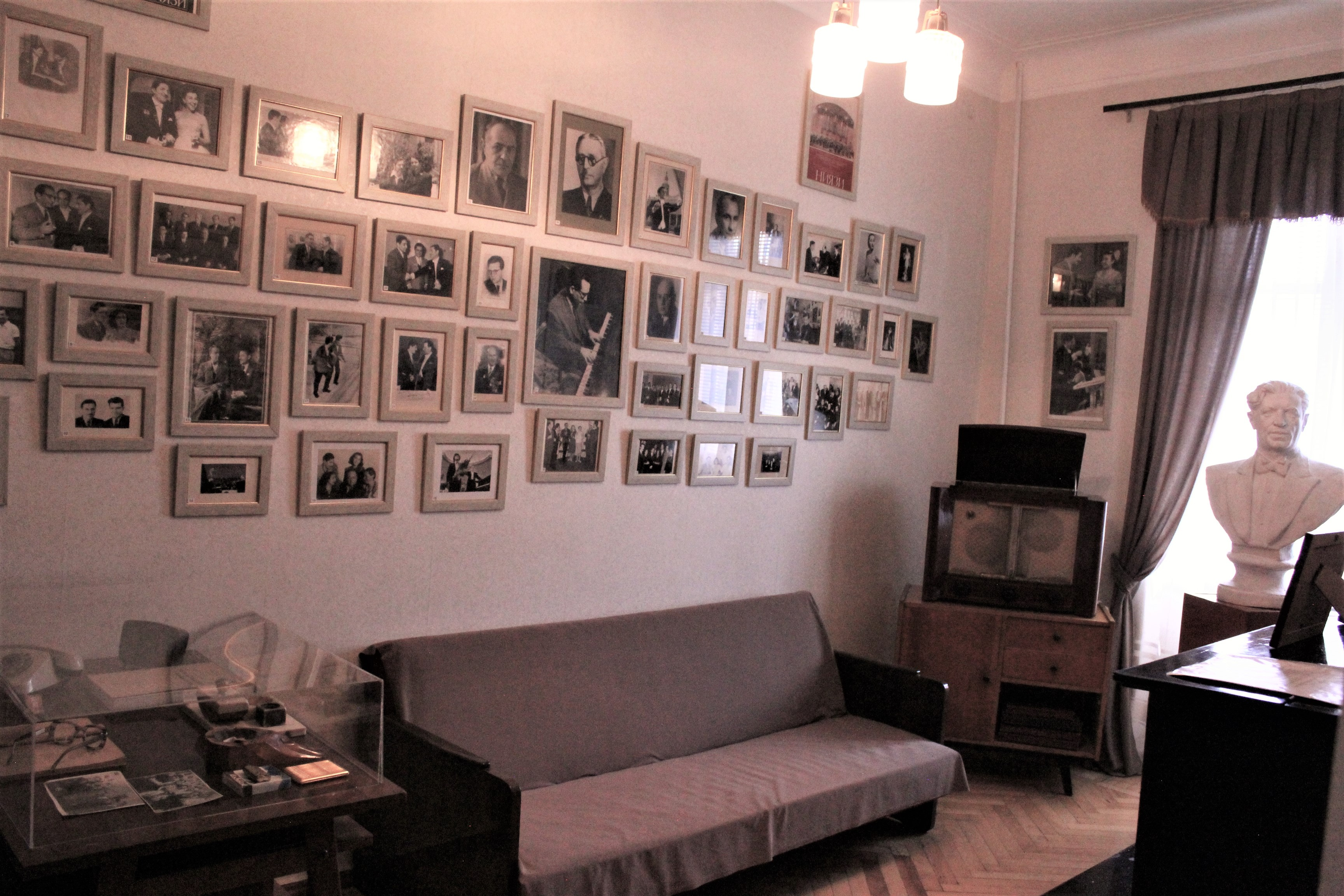
Интерьер кабинета. На стене представлены фотографии знаменитых деятелей искусств Азербайджана и известных музыкантов мира
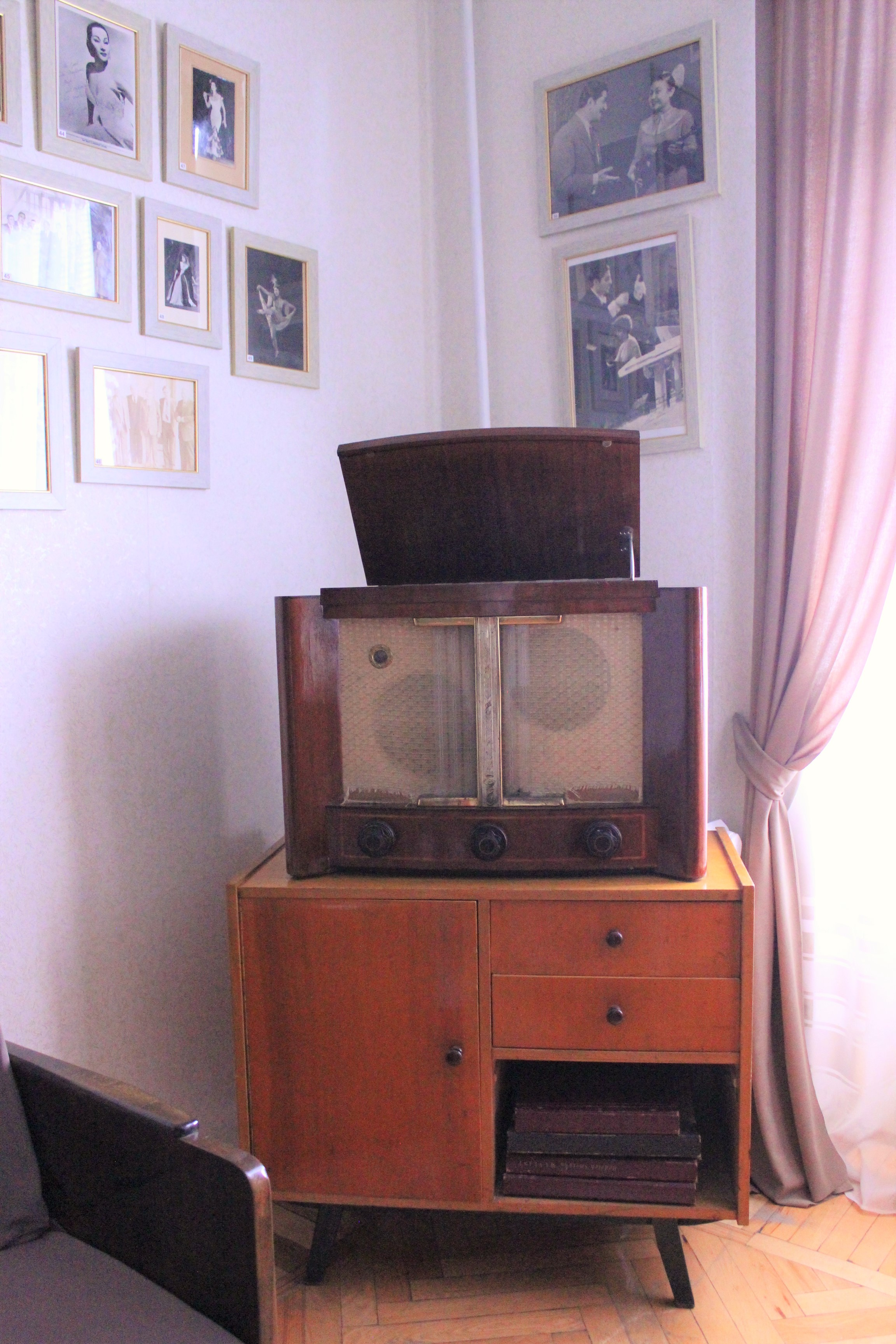
Экспонаты музея
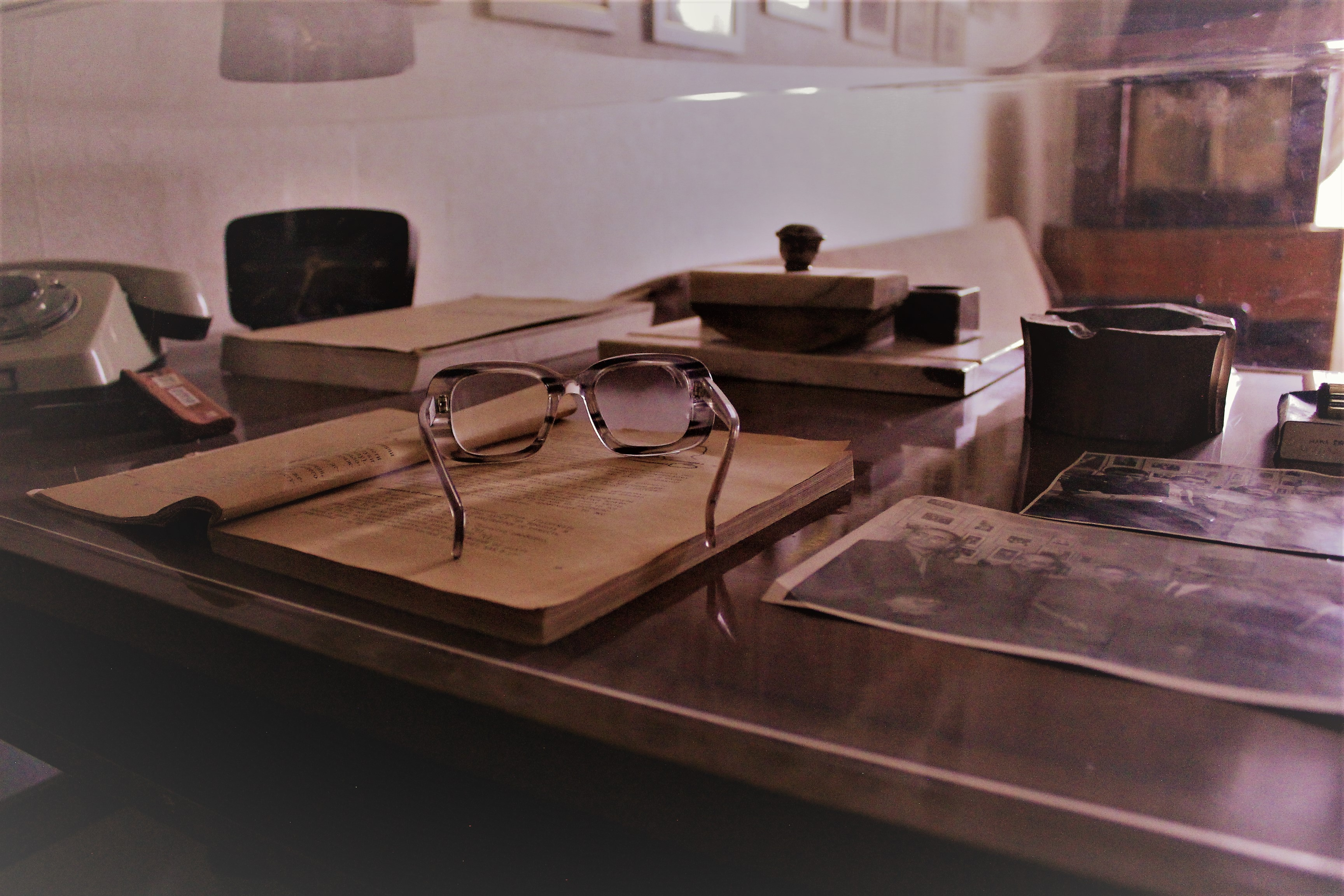
Экспонаты музея. Личные вещи Ниязи
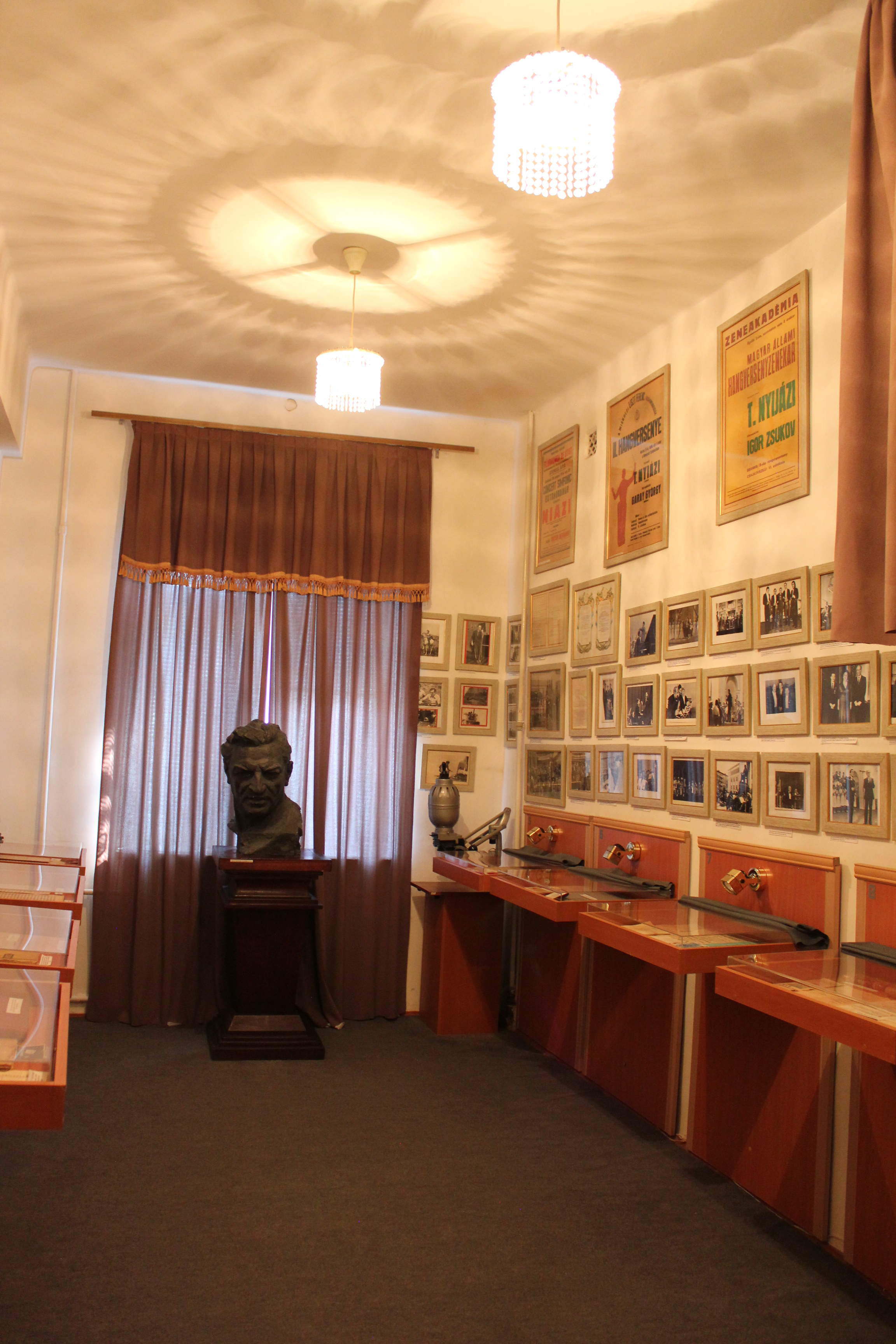
Материалы экспозиционной комнаты отражают многостороннее творчество Ниязи
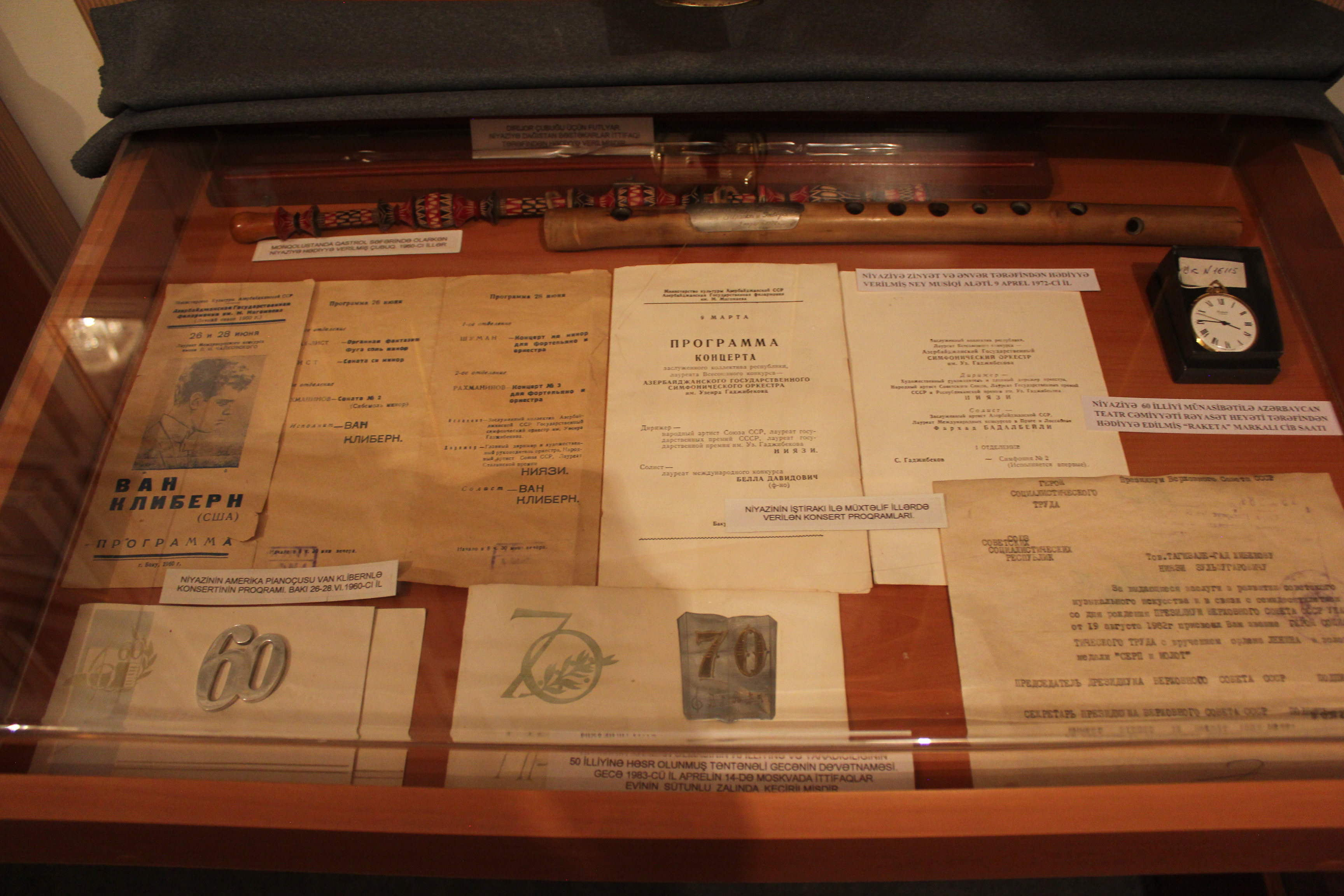
Экспонаты музея
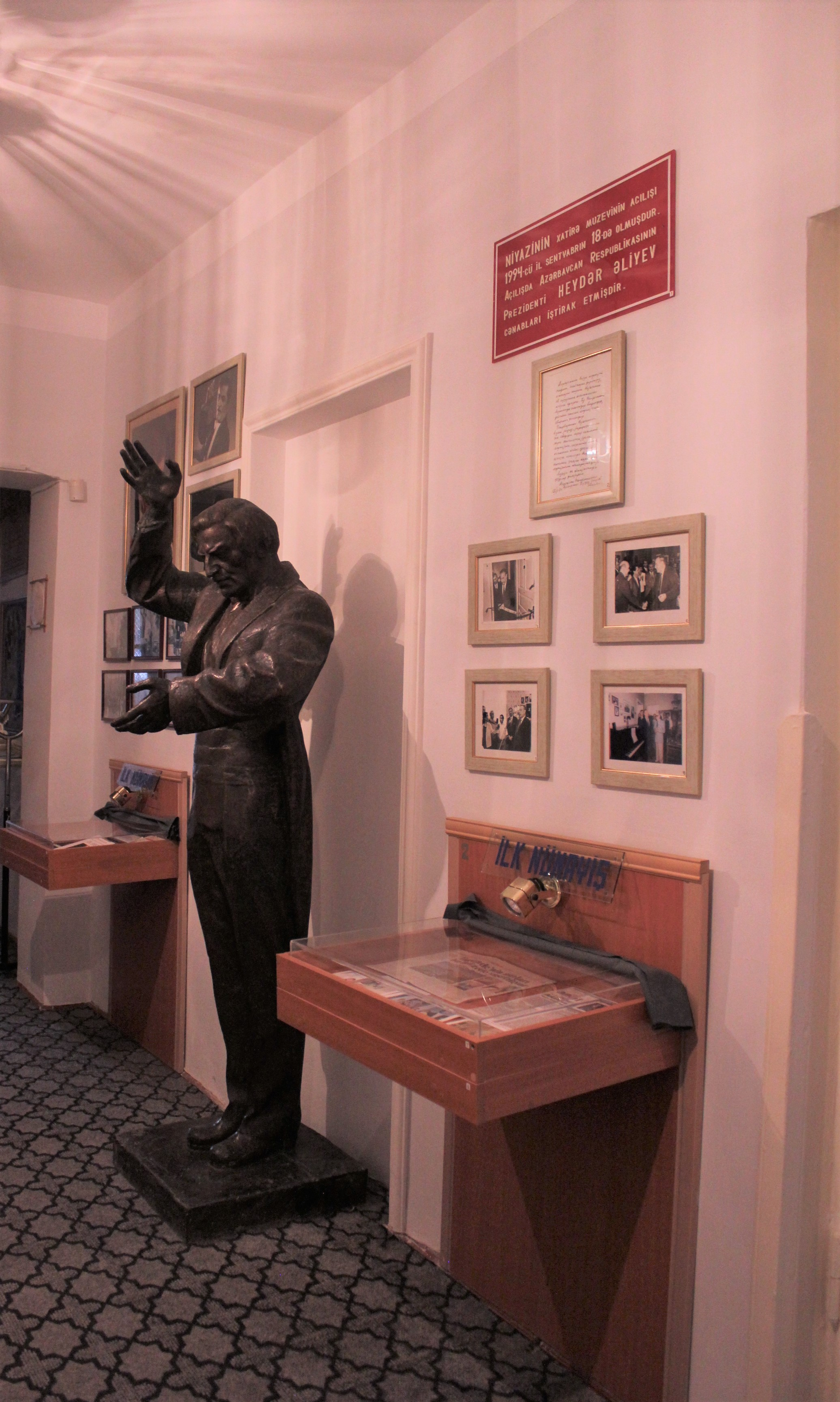
Экспонаты музея